# Cortinarius olidus
Cortinarius olidus (Jakob Emanuel Lange, 1935/1940) din încrengătura Basidiomycota, în familia Cortinariaceae și de genul Cortinarius este o specie rară de ciuperci necomestibile care coabitează, fiind un simbiont micoriza (formează micorize pe rădăcinile arborilor). O denumire populară nu este cunoscută. În România, Basarabia și Bucovina de Nord trăiește pe sol calcaros, niciodată nisipos sau silicos, împrăștiat, lipsind pe alocuri, în păduri de foioase precum în cele mixte sub fagi. Apare de la câmpie la munte din iulie până în octombrie (noiembrie).

## Taxonomie

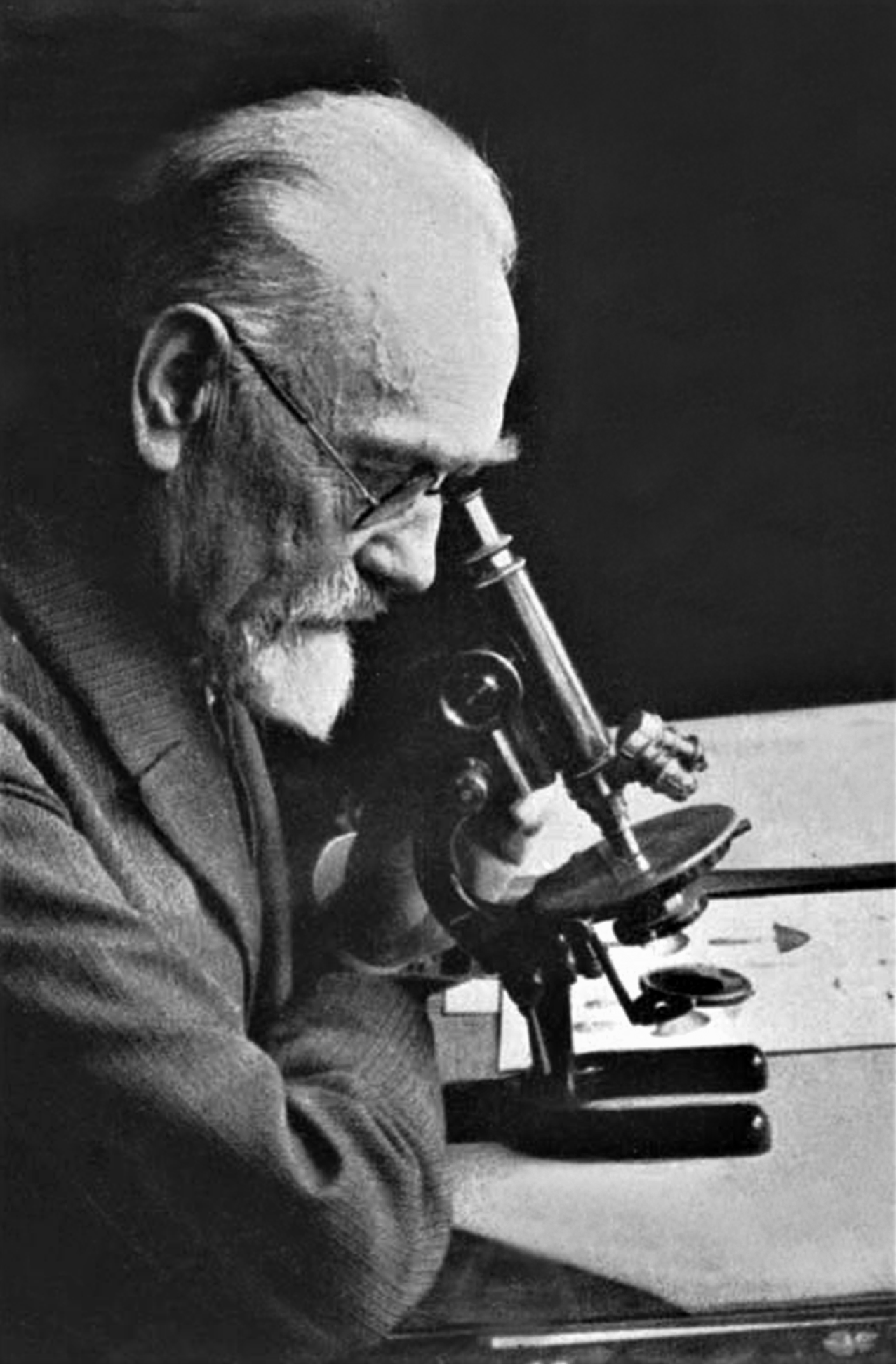
J. E. Lange

Taxonul Cortinarius olidus a fost determinat de micologul danez Jakob Emanuel Lange, de verificat în volumul 8, partea a 10-a a arhivei botanice daneze Dansk botanisk Arkiv din 1935 și prelucrat sub adăugarea unei imagini colorate de el însuși în 1940 care a fost hotărât drept nume binomial, fiind și numele curent valabil (2021).
Taxon obligatoriu este Phlegmacium olidum, denumit astfel de cunoscutul micolog austriac Meinhard Michael Moser în 1953, bazând pe descrierea lui Lange. dar, de asemenea, toți ceilalți sunt acceptați drept sinonime.
Numele Phlegmacium olidum, bazând pe denumirea lui Lange, creat de micologii finlandezi Niskanen & Liimat. în 2022, pare să fie un omonim (în sens taxonomic). Mai departe, termenul Phlegmacium este stabilit drept subgen al genului Cortinarius. Totuși, în momentul de față se năzuiește despre determinarea nouă a speciei. 
Epitetul specific este derivat din cuvântul latin (latină olidus=fetid, mirosind rău), din cauza mirosului dezgustător.

## Descriere

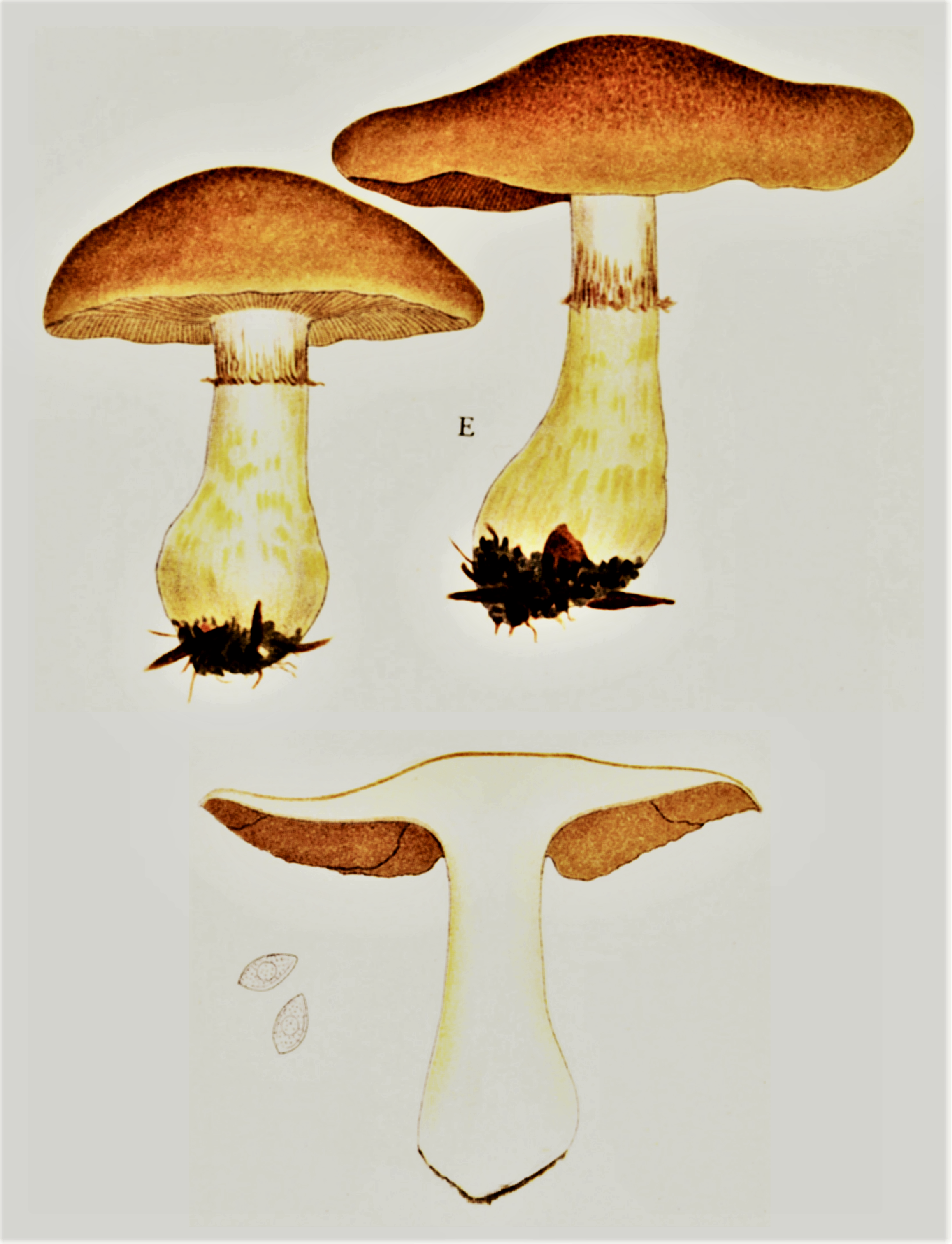
J.E.Lange: Cortinarius olidus

- Pălăria: cărnoasă, nu prea fermă și nehigrofană cu un diametru de 4-7 (9) cm este la început emisferică cu marginea nestriată, răsucită spre interior, repede convexă, la bătrânețe aplatizată și slab ondulată, chiar și puțin adâncită în centru, cu marginea attunci nu rar răsucită în sus, fără cocoașă. Cuticula care se poate separa ușor de carnea pălăriei este la ariditate lucioasă și lipicioasă, la umezeală cleioasă, prezentând ocazional solzi fini în mucilagiul din mijloc. Coloritul preponderent ca de gălbenuș de ou, poate fi și deschis ocru sau ocru-brun, la margine de obicei ceva mai deschis.
- Lamelele: sunt subțiri, aglomerate și adesea ondulate, intercalate cu lameluțe de lungime diferită, fiind atașate bombat la picior. Coloritul inițial gri-brun până gri-roz se decolorează cu timpul, devenind în sfârșit brun de scorțișoară. În tinerețe sunt acoperite de o cortină trecătoare deasă, albicioasă, formată din fibre foarte fine ca de păienjeniș, rest al vălului parțial. Muchiile fin fierăstruite sunt mai deschise în culoare, aproape albicioase.
- Piciorul: cărnos, destul de fragil și plin pe dinăuntru cu o lungime de 7-10  cm și o grosime de 1,2-2 cm (spre bază ceva mai mult) are forma de măciucă, prezentând ocazional la bază chiar un bulb nu prea proeminent. Coloritul suprafeței uscate este alb, presărat de solzi gălbui, resturi ale vălului care devin maronii atunci când cad sporii. Nu poartă un inel.
- Carnea: ceva fragilă de culoare albicioasă nu se decolorează după tăiere. Mirosul este extrem de neplăcut, înțepător, ca de acid butiric respectiv gaz natural cu nuanțe pământoase, gustul fiind blând.[3][4]
- Caracteristici microscopice: are spori galbeni, elipsoidali, sub-cilindrici, în formă de migdale sau lămâie, în centru cu o picătură uleioasă mare, pe exterior cu o ornamentație mediană formată din negi sau creste dense mai mult sau mai puțin anastomozate, măsurând 10-12 x 5,5-6,5 microni. Pulberea lor este brun-ruginie. Basidiile clavate și hialine cu cleme bazale prezintă 4 sterigme fiecare, având o dimensiune de 25-35 x 9-10 microni. Pileocistidele (elemente sterile de pe suprafața pălăriei) în stratul superior de hife (numit ixocutis) sunt simple. Epicutis groasă, gelificată cu un pigment gălbui este formată din hife intracelulare, incrustate parțial, cele mai superficiale cu o grosime de 3-7 μm fiind drepte și dispuse lejer. La vârf se pot observa numeroase capete libere, cilindrice sau mărite, cele mai adânci pot ajunge la 10-15 μm în grosime. Ele sunt mai mult sau mai puțin paralele și mai compacte, iar pigmentarea lor este mai slabă. Cistidele (elemente sterile situate în stratul himenial sau printre celulele din pielița pălăriei și a piciorului, probabil cu rol de excreție) la marginea himenoforului sunt eterogene, prezentând celule sterile de 20-28 x 7-9 microni, slab diferențiate, cilindrice sau clavate.[10][11]
- Reacții chimice: suprafața pălăriei și a piciorului se decolorează cu hidroxid de potasiu ocru-brun sau ocru-crem, dar carnea nu arată nicio reacție.[10]

## Confuzii
Dacă nu se dă seama de miros, Cortinarius olidus poate fi confundat de exemplu cu Cortinarius claricolor (comestibil), Cortinarius delibutus (comestibil), Cortinarius elegantior (comestibil, carne slab gălbuie, în centrul piciorului ușor roșiatică, miros imperceptibil, gust blând), Cortinarius elegantissimus (otrăvitor), Cortinarius fulmineus (otrăvitor, miros slab de ciuperci, trăiește numai în păduri de foioase) + imagini Arhivat în 29 noiembrie 2022, la Wayback Machine., Cortinarius mucifluus (comestibil), Cortinarius meinhardii sin. Cortinarius vitellinus (letal),  Cortinarius odorifer (comestibil, dar de valoare scăzută (lamele galben-verzuie la început, apoi maroniu-roșcate până la brun de scorțișoară și cu un miros de anason care nu se pierde la fiert), Cortinarius percomis (comestibil), Cortinarius saginus sin. Cortinarius subvalidus (comestibil), Cortinarius superbus (posibil letal, foarte asemănător, dar miros de iarbă proaspătă sau de porumb verde, gust blând), Cortinarius talus (comestibil), Cortinarius triumphans sin. Cortinarius crocolitus (comestibil), Cortinarius turmalis (comestibil, miros ceva fistichiu ca de drojdie sau de lapte acru, gust blând), Cortinarius varius (comestibil) sau chiar și cu Tricholoma equestre sin. Tricholoma flavovirens (poate să fie letală ca Paxillus involutus, pălărie galben-verzuie, picior albicios, spori albi, miros făinos și gust plăcut).

## Specii asemănătoare în imagini

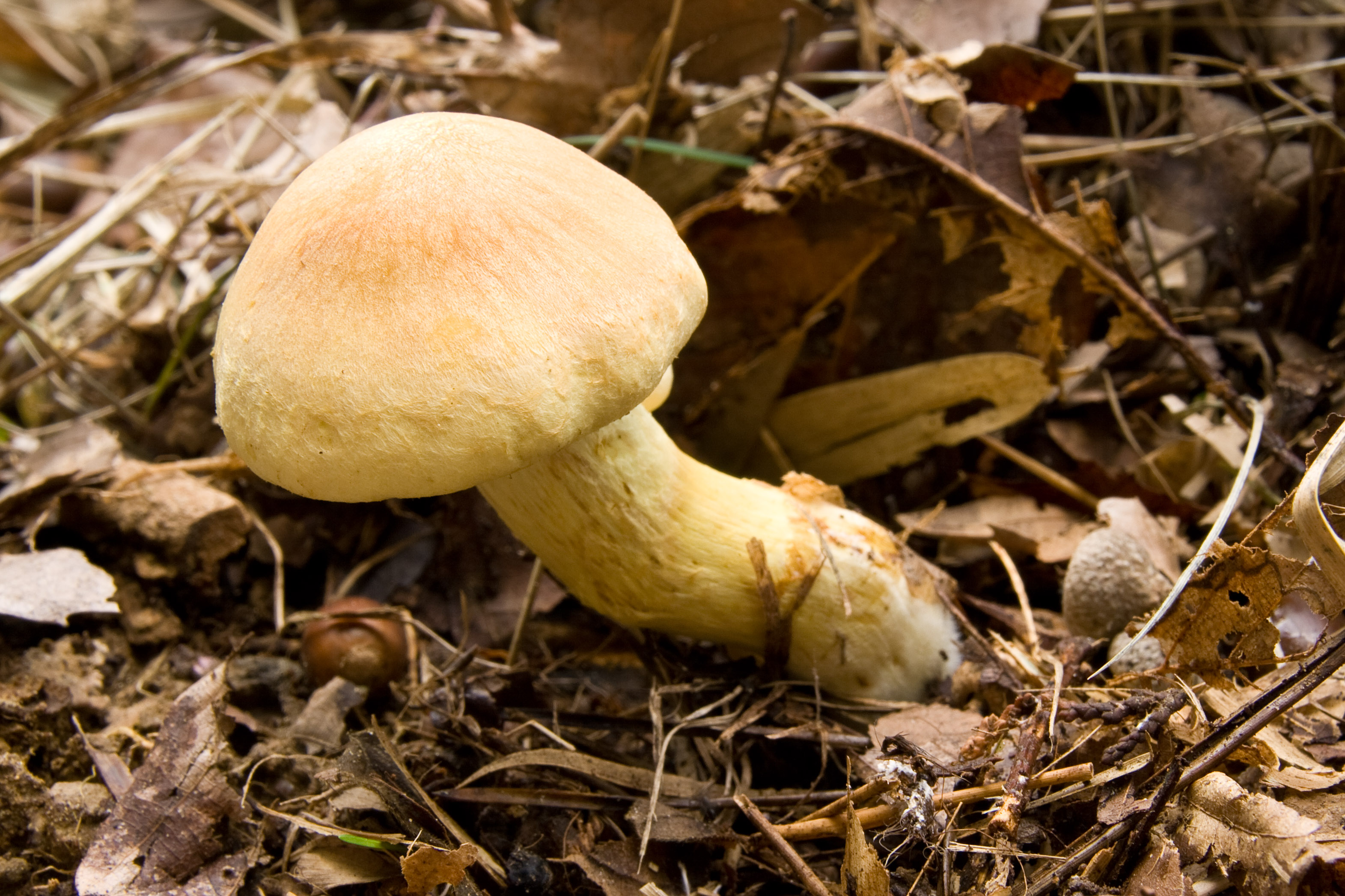
Cortinarius claricolor
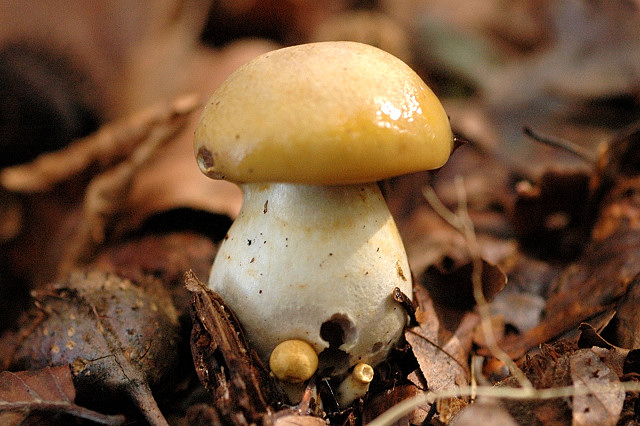
Cortinarius delibutus
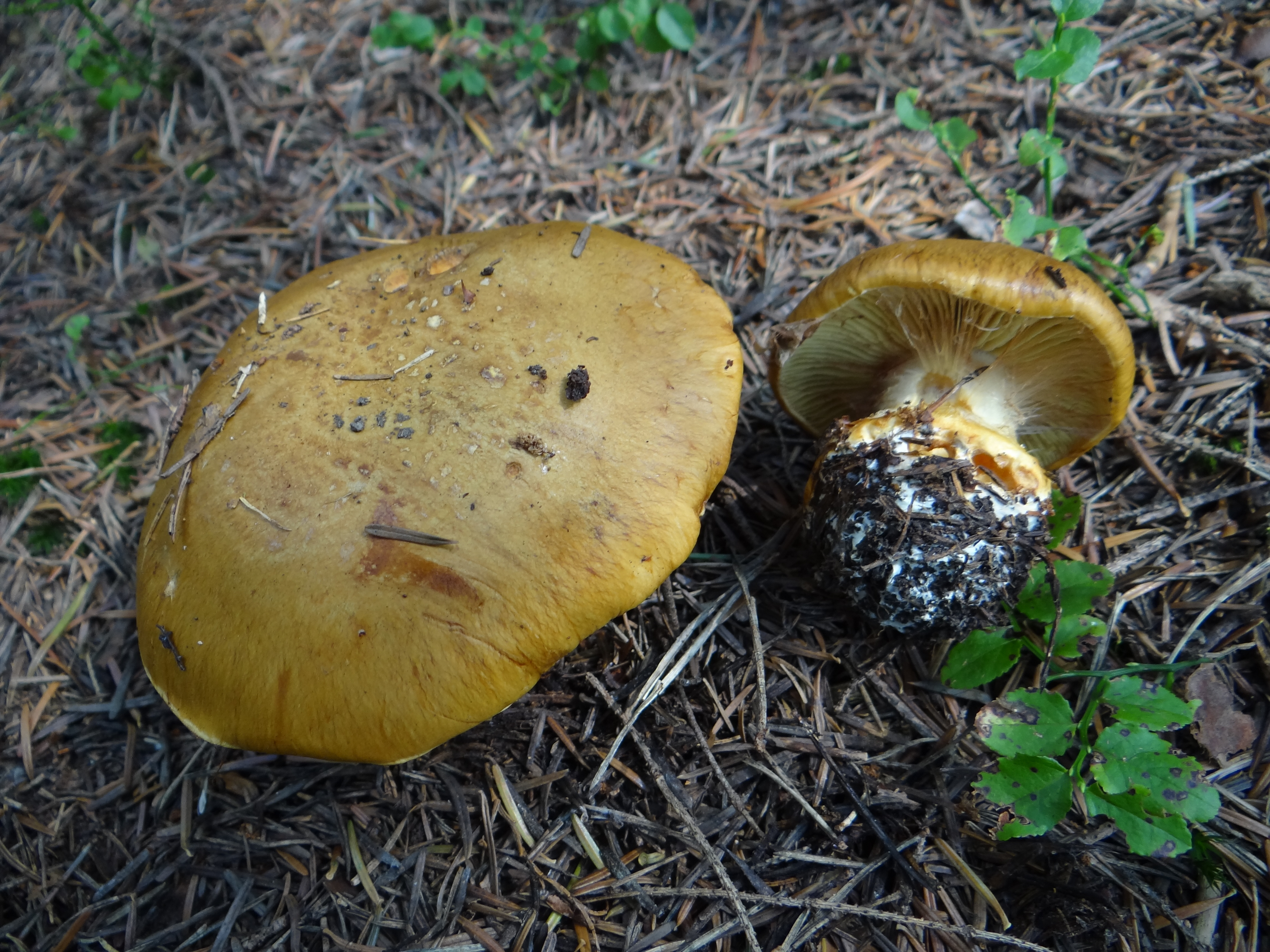
Cortinarius elegantior
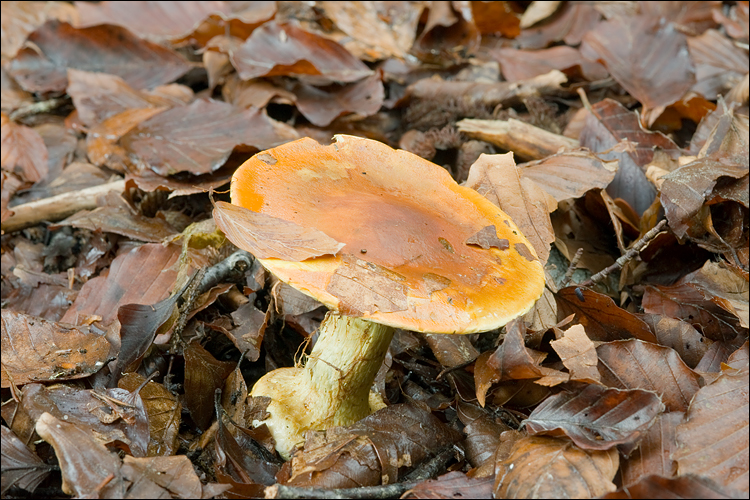
!!Cortinarius elegantissimus!!
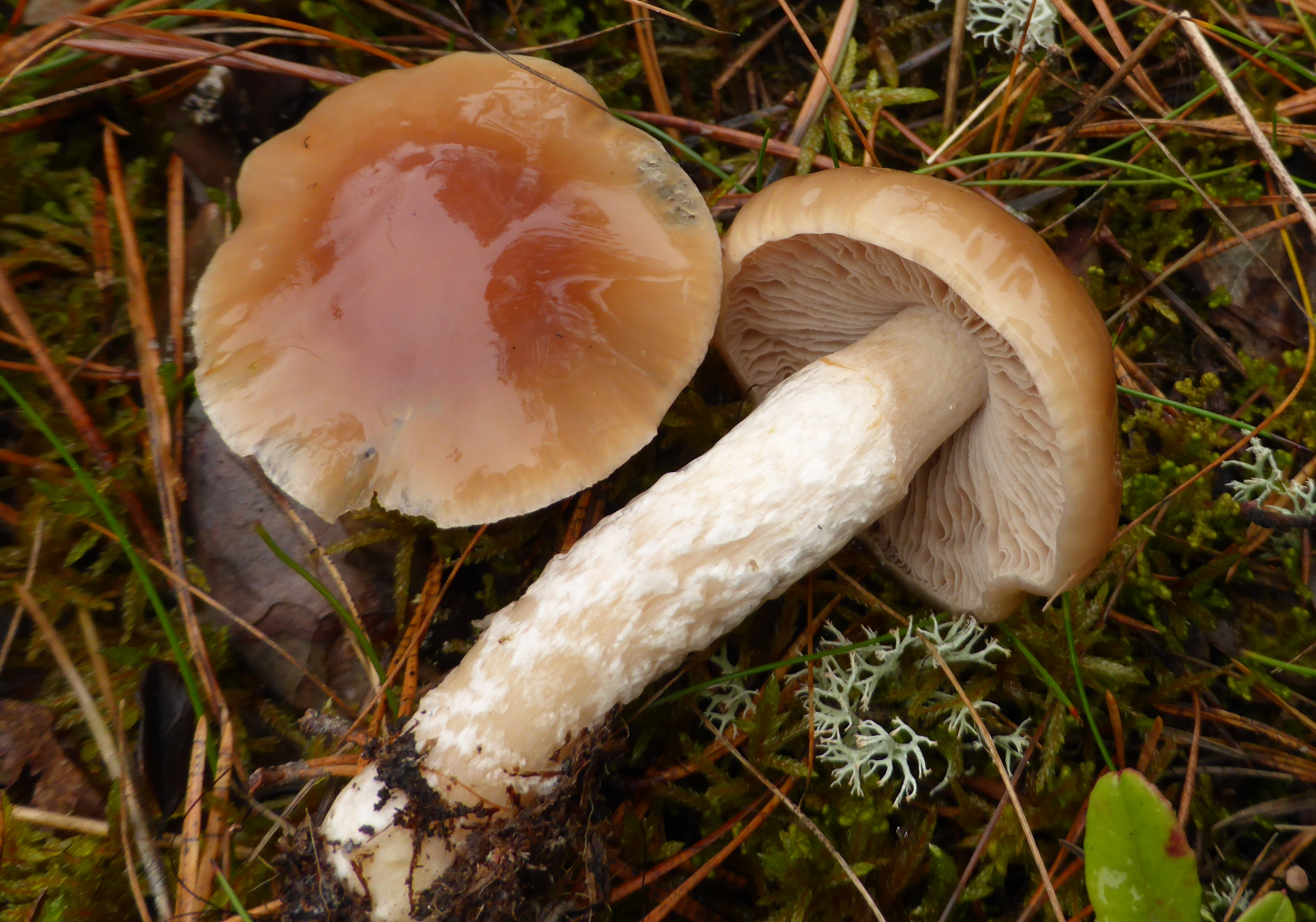
Cortinarius mucifluus
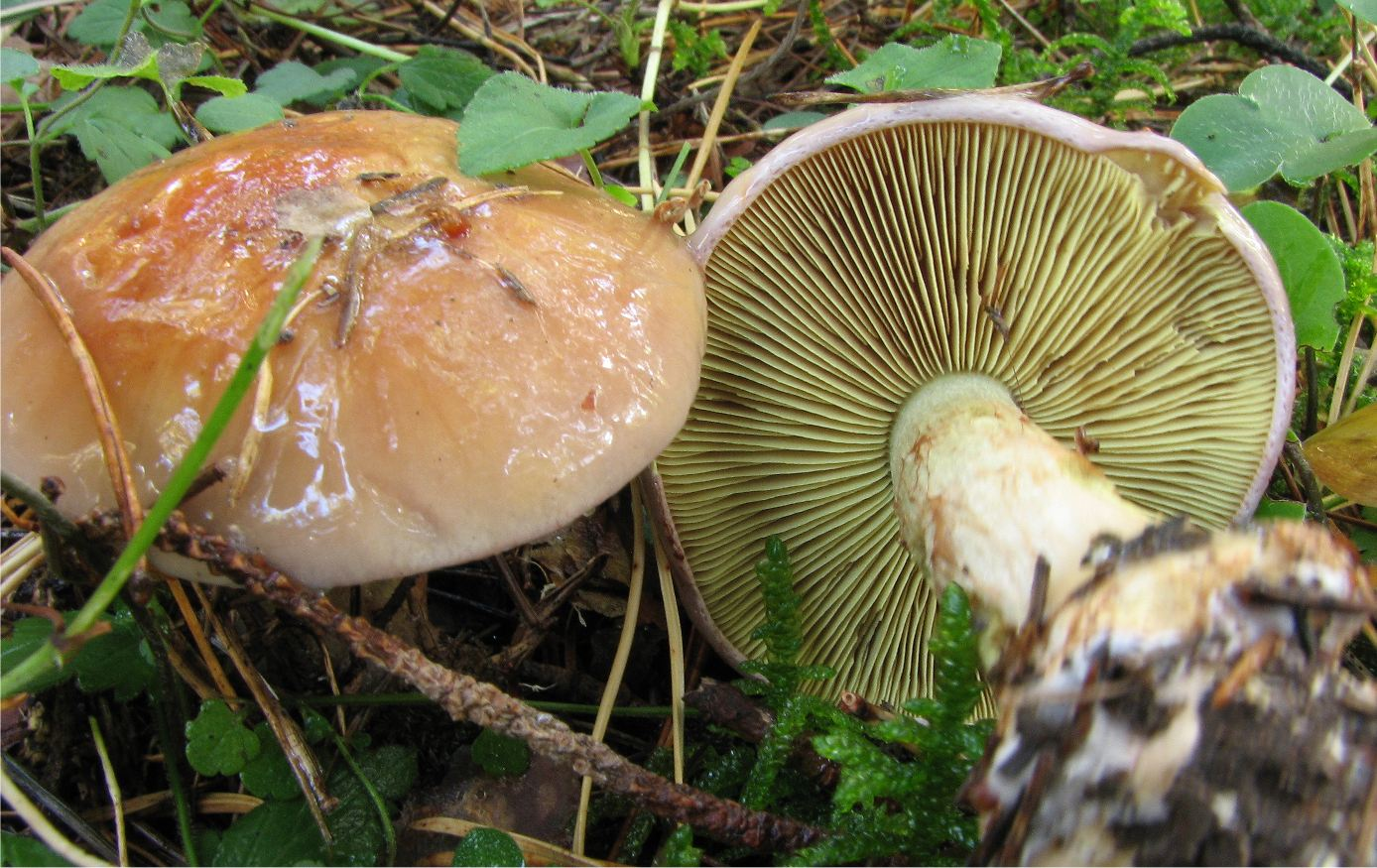
Cortinarius odorifer

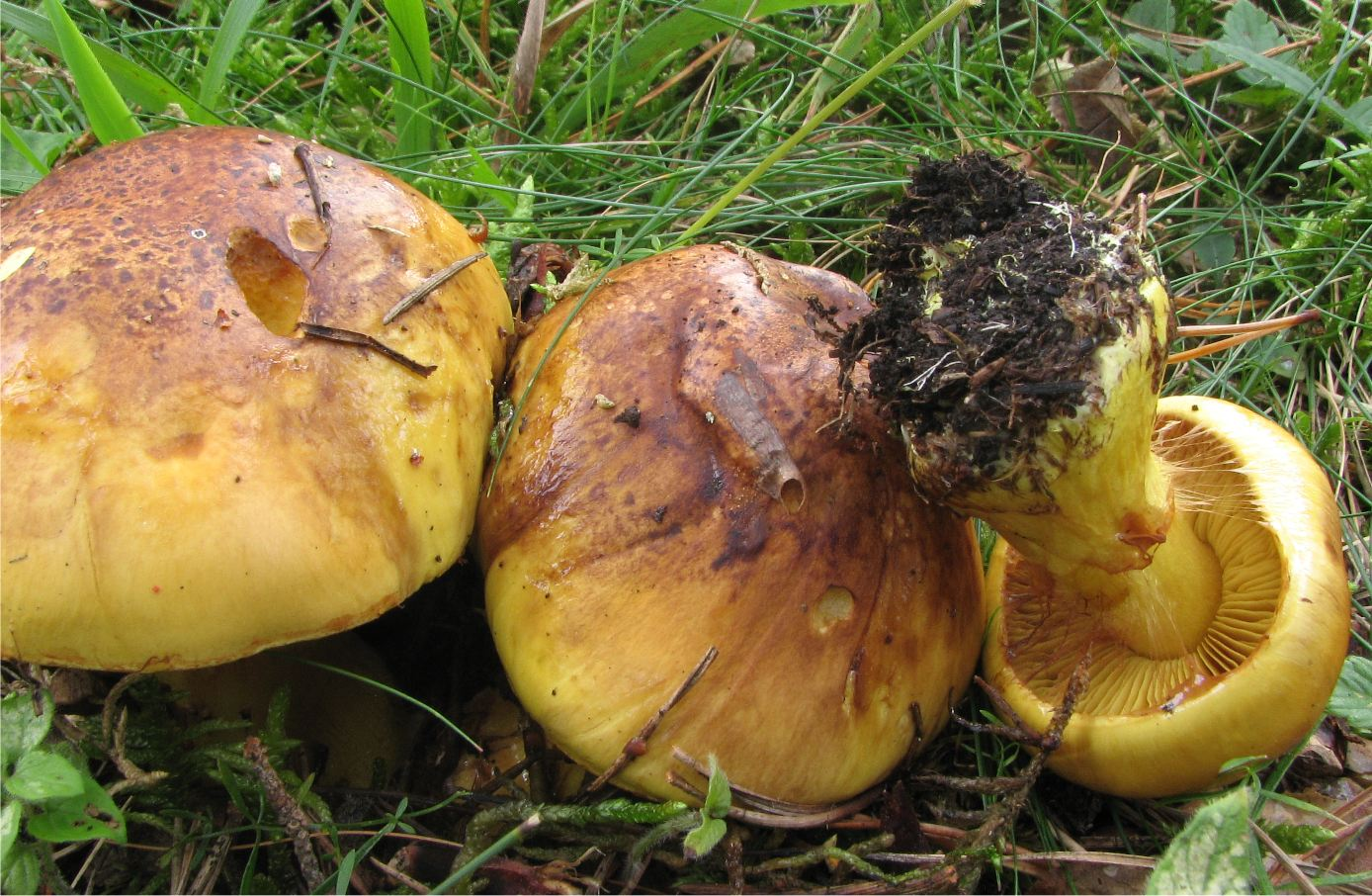
!!!Cortinarius meinhardii!!!
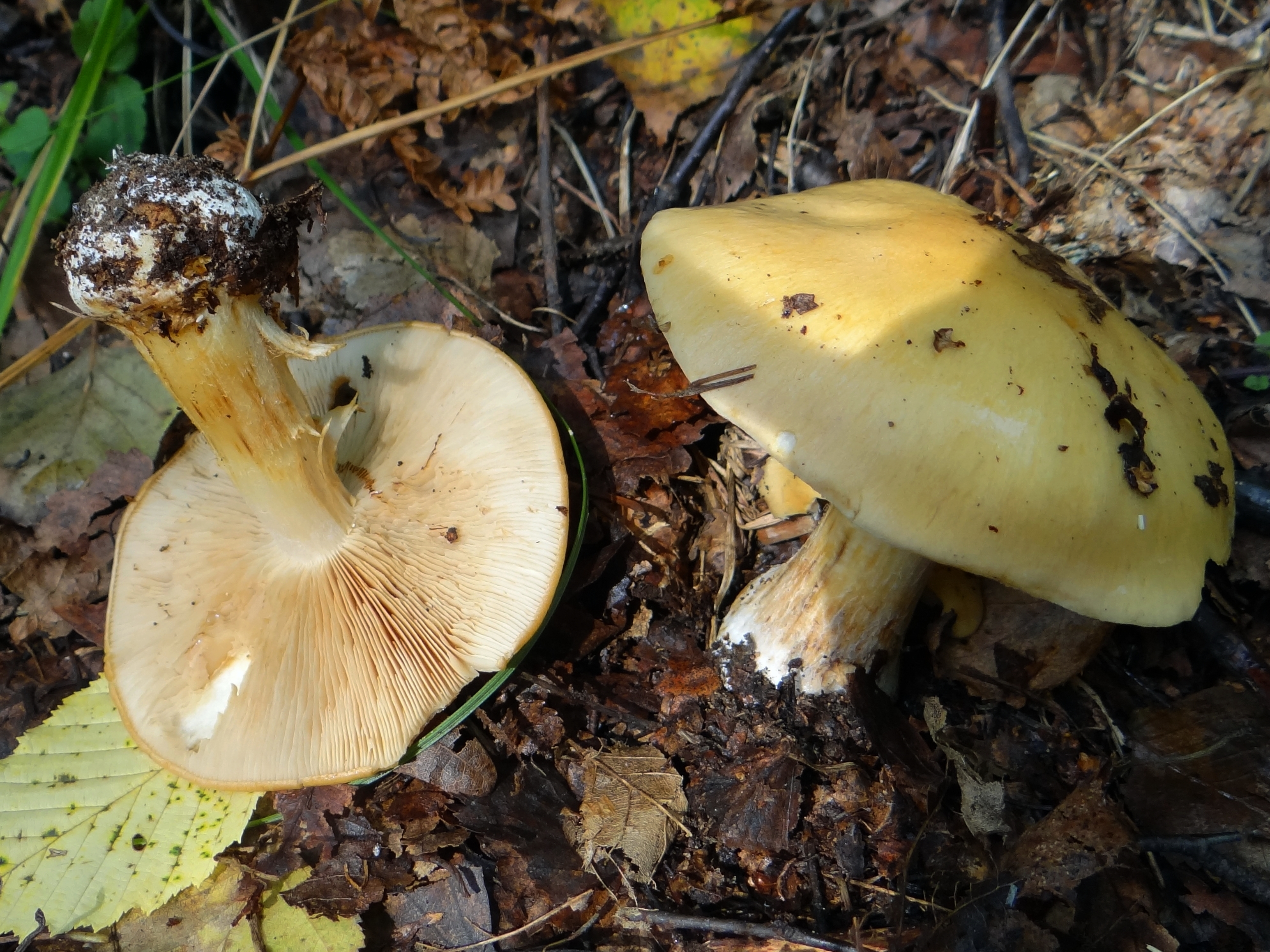
Cortinarius percomis
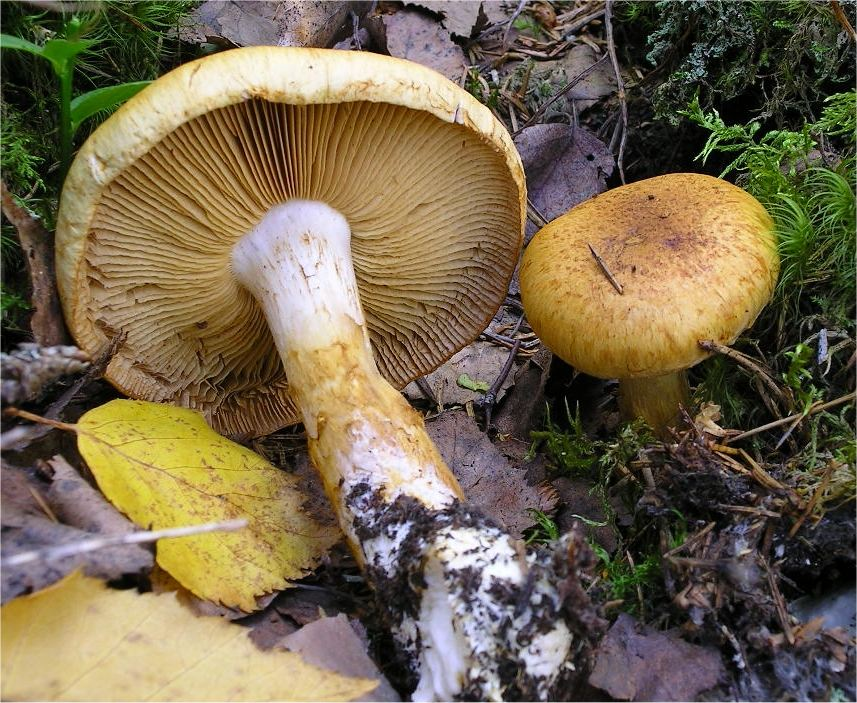
Cortinarius saginus
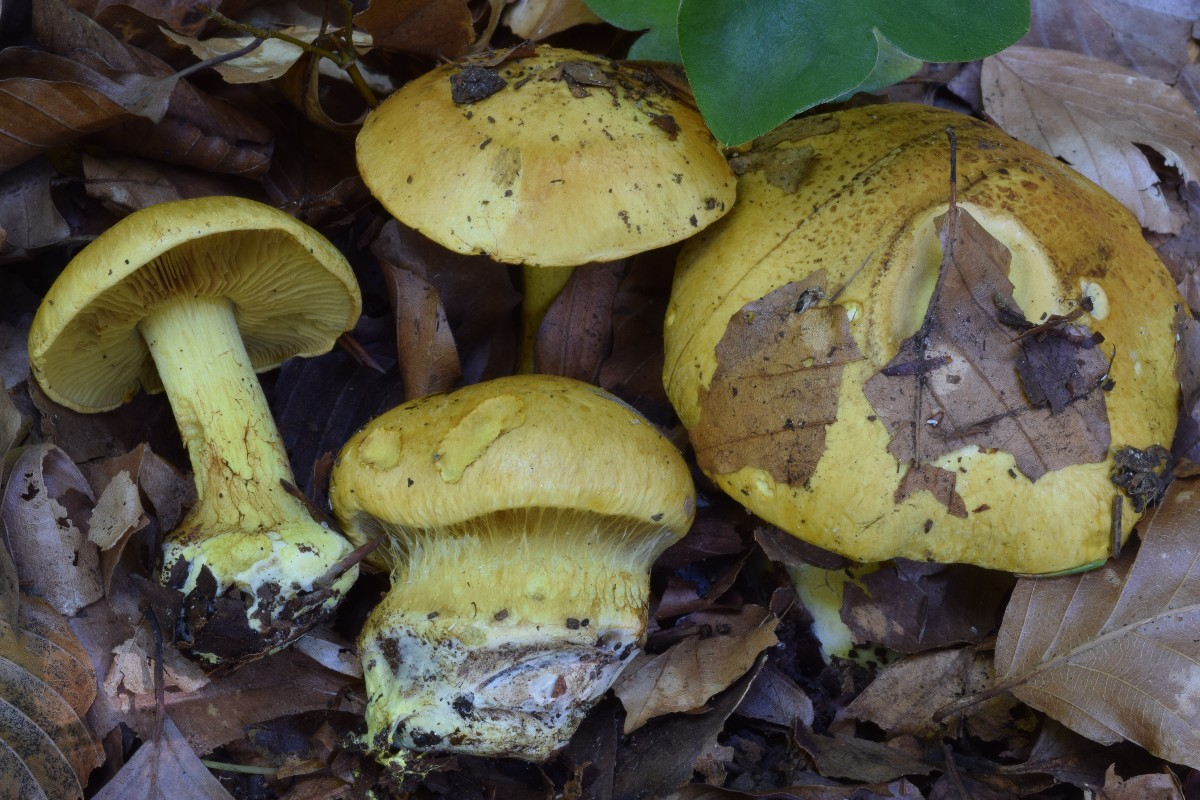
!!!Cortinarius splendens!!!
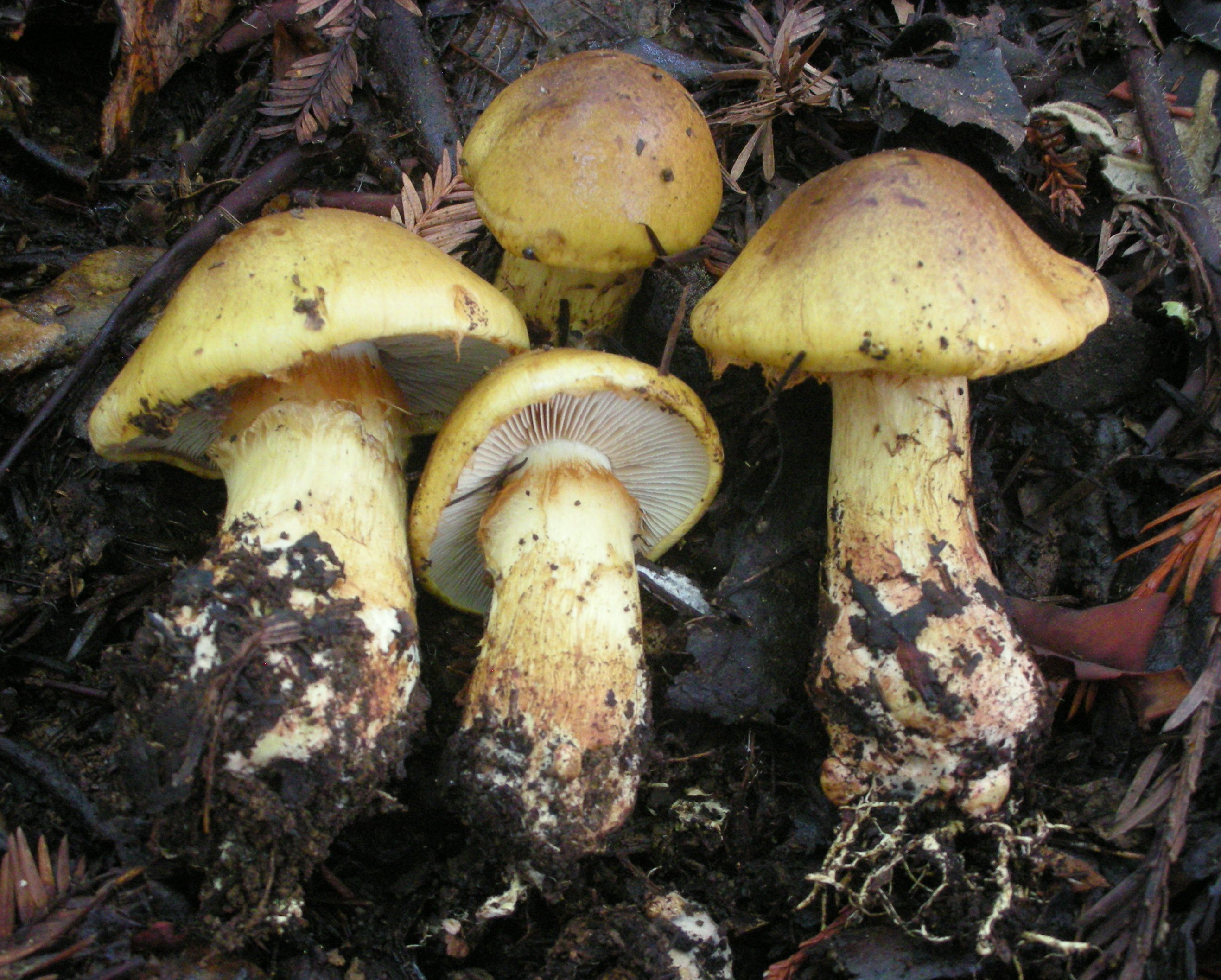
Cortinarius superbus

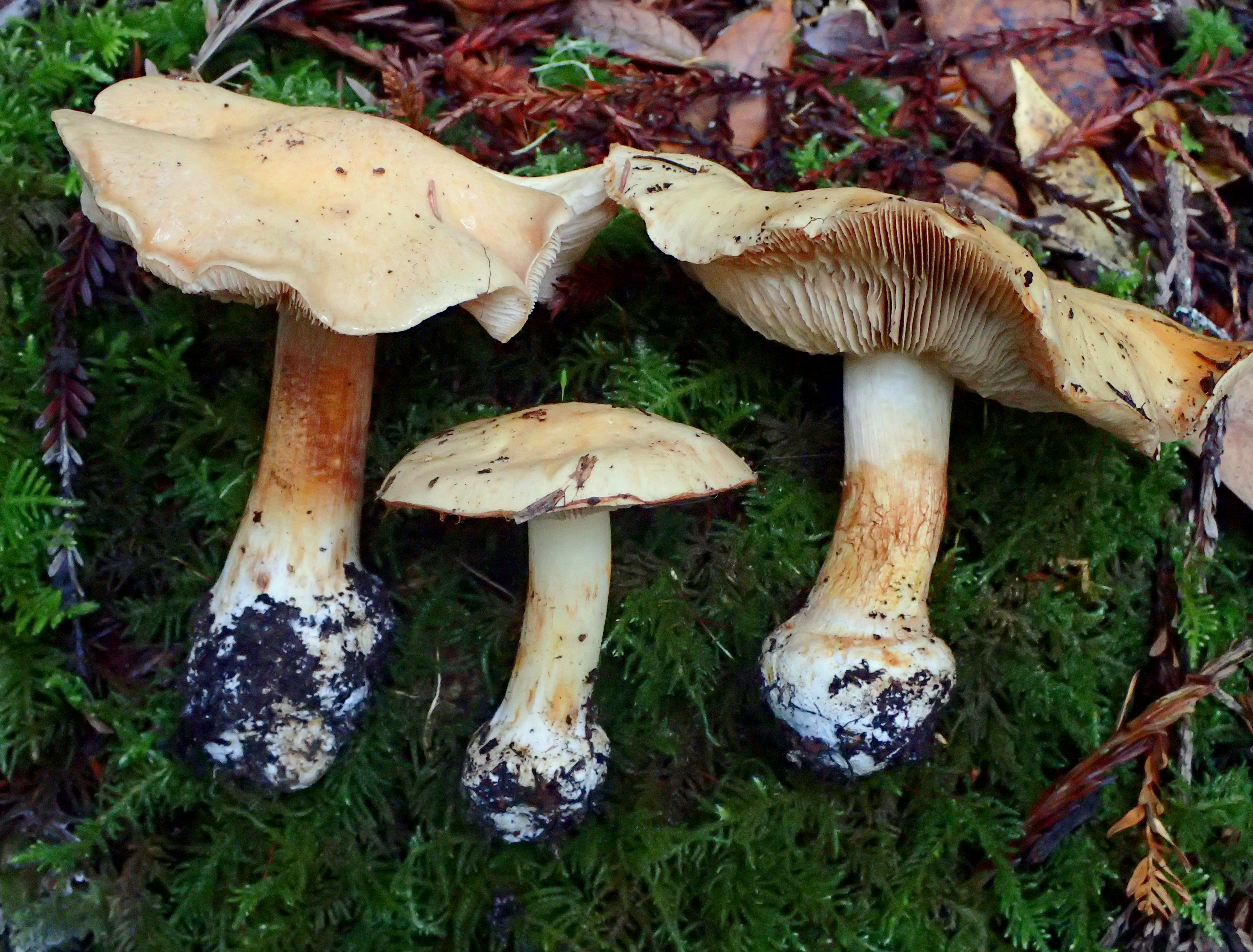
Cortinarius talus
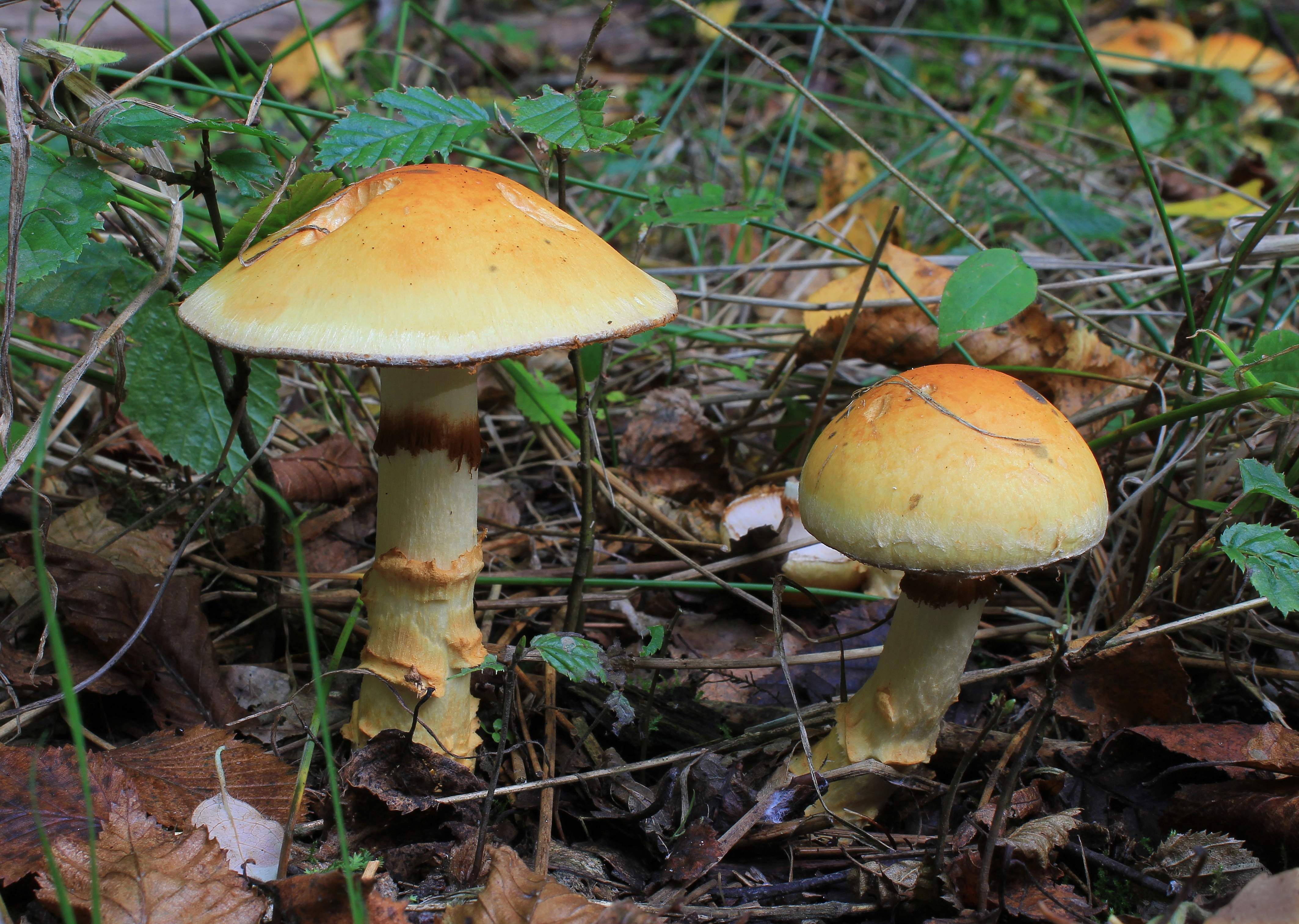
Cortinarius triumphans
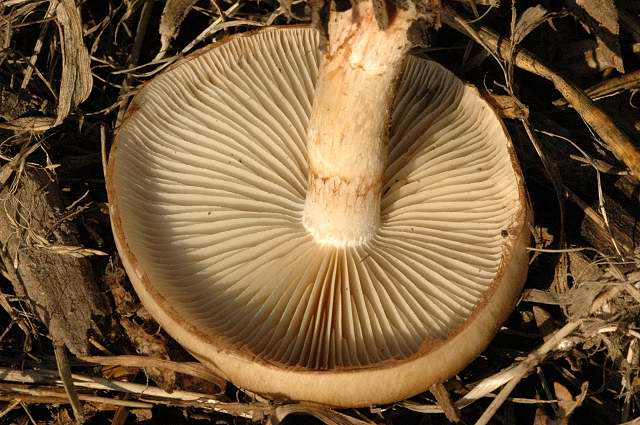
Cortinarius.turmalis
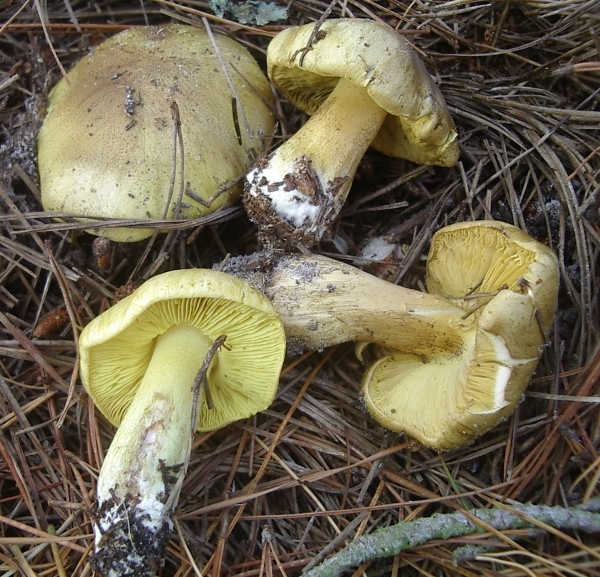
!!Tricholoma equestre!!

## Valorificare
Cortinarius olidus nu este otrăvitor, dar din cauza mirosului dezgustător absolut necomestibil.